# Getafe
Getafe város Spanyolországban, Madrid tartományban. Getafe Leganés, Madrid, Rivas-Vaciamadrid, San Martín de la Vega, Pinto, Fuenlabrada, Villa de Vallecas és Villaverde községekkel határos. Lakosainak száma 189 906 fő (2024).